# Notolonia astragali
Notolonia astragali là một loài Hymenoptera trong họ Apidae. Loài này được Popov mô tả khoa học năm 1962.